# Czara Nestora
Czara Nestora – wykonane w stylu geometrycznym starożytne greckie naczynie ceramiczne do wina typu kotyle, zawierające jedną z najstarszych znanych inskrypcji zapisanych greckim alfabetem.
Zabytek został znaleziony w 1954 roku na nekropolii w dawnej greckiej kolonii na wyspie Pithekussaj (dzis. Ischia) u zachodnich wybrzeży Półwyspu Apenińskiego. Pochówek, przy którym znajdowało się naczynie, datowany jest na ok. 725-710 rok p.n.e. i zawierał szczątki kilkunastoletniego chłopca. Na pucharze zapisany został, chalkidycką odmianą alfabetu greckiego, czytany od prawej do lewej tekst poetycki. Druga i trzecia linijka pisane są heksametrem. Napis głosi:
Νέστορος [εἰμὶ] εὔποτ[ον] ποτήριο[ν]·
ὃς δ’ ἂν τοῦδε π[ίησι] ποτηρί[ου] αὐτίκα κῆνον
ἵμερ[ος αἱρ]ήσει καλλιστ[εφάν]ου Ἀφροδίτης
co znaczy:
Jestem czarą Nestora, z której wygodnie się pije; | kto zaś napije się z tej czary, tego natychmiast ogarnie | pragnienie pięknie wieńczonej Afrodyty.
Inskrypcja interpretowana jest zazwyczaj jako aluzja do ustępu z XI księgi Iliady (XI 636-638), mówiącego o pucharze należącym do Nestora. Wiersz ma charakter żartobliwy, nawiązujący do poezji heroicznej początek kontrastuje z lekką końcówką o wyraźnie erotycznym podtekście. Całość mogła według niektórych badaczy powstać jako efekt zabawy sympozjalnej, gdy biesiadnicy jeden po drugim układali kolejne wersety epigramatu.